# Rob Estes
Pour les articles homonymes, voir Estes.
Rob Estes, est un acteur et réalisateur américain, né le 22 juillet 1963 à Norfolk (Virginie).

## Biographie
Rob Estes est révélé en 1986 dans le soap-opera de NBC, Des jours et des vies. Il faudra cependant attendre 1991 pour qu’il devienne une star grâce au succès retentissant des Dessous de Palm Beach, série policière dans laquelle il partage la vedette avec Mitzi Kapture. En décembre 1995, son personnage meurt afin de permettre à l'acteur de rejoindre une nouvelle série.  
Rob Estes rejoint ainsi sa femme Josie Bissett dans la série Melrose Place. Entre-temps, il tourne dans divers films et téléfilms. Déjà apparu dans deux épisodes lors des deux premières saisons dans un tout autre rôle, Rob intègre la distribution de la série durant l’été 1996. Marié à Lisa Rinna dans le feuilleton, ils tournent ensemble les téléfilms Dans les bras du danger et Harcèlement mortel l’année suivante. En janvier 1997, Josie Bissett fait une fausse couche et quitte la série, Rob Estes poursuit le tournage sans son épouse. Toutefois, les époux sont à nouveau réunis à la fin de la 6e saison lorsque Josie reprend son rôle. À la fin de la série, Ils forment un couple aussi bien à la ville qu’à l’écran. 
Le feuilleton de Darren Star achevé, Rob Estes rejoint la sitcom de Brooke Shields, Susan. De plus, il tourne toujours sur NBC quelques épisodes de Providence à l’automne 2000. Ses différents projets de série avec la WB n’ont jamais abouti que ce soit Outreach en 1999 ou un spin-off de Gilmore Girls en 2003. Au printemps 2003, il se désiste de la série de la Fox North Shore : Hôtel du Pacifique se déroulant à Hawaï, lieu où il tourna un pilote pour la même chaîne Tikiville qui n’avait pas été choisi en 2002. Et en 2005, son nouveau pilote Soccer Moms pour ABC avec Kristin Davis et Gina Torres n’a pas été choisi. Il faut dire que le concept était très proche de la série phare de la chaîne Desperate Housewives qui compte déjà deux anciens de Melrose Place.
Au début de l'année 2006, il divorce de l'actrice Josie Bissett avec qui il a deux enfants Mason True (né le 21 juillet 1999) et Maya Grace (née le 14 avril 2002). Côté professionnel, il est le héros de la nouvelle série policière d'ABC, The Evidence avec à ses côtés Orlando Jones et Martin Landau mais la série est interrompue après huit épisodes. L'année suivante, l'acteur intervient en tant que vedette invitée dans la 5e saison de Les Experts : Miami diffusé sur CBS, où il endosse le rôle de Nick Townsend, l'ex-mari de Natalia Boa Vista, incarnée par Eva LaRue.
En 2007, il joue le lieutenant Tom Hogan dans l'unique saison de la série policière Women's Murder Club. L'année suivante, Rob Estes intègre la distribution du reboot de Beverly Hills, 90210 Beverly Hills : Nouvelle Génération. Il interprete le nouveau proviseur du lycée, Harry Wilson, pendant deux saisons avant de quitter la série. Depuis son départ de la série, l'acteur tourne plusieurs téléfilms et fait des apparitions dans plusieurs séries. Il obtient également des rôles récurrents dans les séries La Diva du divan, Daytime Divas et Famous in Love. 
En 2019, l'acteur rejoint la série Le cœur a ses raisons afin d'interpréter le rôle de Théodore Richardson, un mystérieux homme du passé d'Abigail (interprétée par Lori Loughlin). Toutefois, son rôle est supprimé, tout comme celui de Lori Loughlin, lorsque cette dernière est inculpée dans une affaire judiciaire de fraude universitaire. Par ailleurs, Rob Estes était à l'affiche du film After : Chapitre 2 de Roger Kumble en 2020. 

## Filmographie

### Comme acteur

#### Cinéma
- 1988 : Le Clandestin (Uninvited) de Greydon Clark : Corey (sorti directement en DVD)
- 1989 : Territoire interdit (es) (Trapper County War) de Worth Keeter : Ryan Cassidy
- 1989 : La Vengeance d'Eric (en) (Phantom of the Mall: Eric's Revenge) de Richard Friedman : Peter Baldwin
- 1990 : Checkered Flag (en) de John Glen et Michael Levine : Mike Reardon
- 1992 : Halfway House de Ignazio Dolce :
- 1992 : Aigle de fer III / L'attaque des aigles de fer III (Aces: Iron Eagle III) : Doyle
- 2000 : Nostradamus de Tibor Takács : Michael Nostrand
- 2006 : How to Go Out on a Date in Queens de Michelle Danner : Artie
- 2012 : Hello, Herman de Michelle Danner : Chet Clarkson
- 2020 : After : Chapitre 2 (After We Collided) de Roger Kumble : Ken Scott
- 2021 : After : Chapitre 3 (Ater We Fell) de Castille Landon : Ken Scott
- 2022 : After : Chapitre 4 (After Ever Happy) de Castille Landon : Ken Scott
- 2023 : Joli désastre (en) (Beautiful Disaster) de Roger Kumble : Benny

#### Télévision

##### Séries télévisées
- 1986 : CBS Schoolbreak Special : Billy (saison 3, épisode 2)
- 1986-1987 : Des jours et des vies (Days of Our Lives) : Glenn Gallagher
- 1988 : Sam suffit (en) (My Sister Sam) (saison 2, épisode 8)
- 1988 : Simon et Simon : John Channing (saison 8, épisode 11)
- 1989 : 21 Jump Street : Darryl (saison 4, épisode 2)
- 1989 : L'Équipée du Poney Express (The Young Riders) : Curly (saison 1 - épisode 9)
- 1991 : Les nouvelles aventures de Zorro (Zorro) : Monty Moran (saison 3 - épisode 5)
- 1991-1995 : Les Dessous de Palm Beach (Silk Stalkings) : Sergent Chris Lorenzo (saisons 1 à 5)
- 1993-1999 : Melrose Place :  Sam Towler (saison 1 - épisode 25 / saison 2 - épisode 4) / Kyle McBride (saisons 5 à 7)
- 1999-2000 : Susan ! (en) (Suddenly Susan) : Oliver Browne (saison 4)
- 2000 : Providence : John Hemming (saison 3 - épisodes 1 à 7)
- 2002 : La Treizième Dimension (The Twilight Zone) : Scott Turner (saison 1 - épisode 20)
- 2003 : New York, unité spéciale (Law & Order: Special Victims Unit) : Dan Hoffman (saison 4 - épisode 18)
- 2003 : Gilmore Girls : Jimmy Mariano (saison 3 - épisodes 20 et 21)
- 2006 : The Evidence : Les Preuves du crime : Sean Cole
- 2006-2007 : Les Experts : Miami (CSI: Miami) : Nick Townsend (saison 5 - épisodes 4, 5, 10 et 12)
- 2007-2008 : Women's Murder Club : Tom Hogan
- 2008-2010 : 90210 Beverly Hills : Nouvelle Génération (90210) : Harrison « Harry » Wilson (saisons 1 et 2)
- 2012 : Psych : Enquêteur malgré lui : Jordon Beaumont (saison 6 - épisode 16)
- 2012 : La Diva du divan (Necessary Roughness) : Rob Maroney (saison 2 - épisodes 2, 4, 10 et 11)
- 2014 : Castle : Julian Bruckner (saison 6 - épisode 14)
- 2014 : Heartbreakers : Randy Stone (saison 1 - épisode 1)
- 2014 : Les Experts (CSI) : Tod Spanna (saison 15 - épisode 14)
- 2016 : Les Experts : Cyber : Julian Perkins (saison 2 - épisode 9)
- 2017 : Major Crimes : Clark Farman (saison 5 - épisode 14)
- 2017 : Daytime Divas : Vance Gordon (saison 1 - épisodes 7 à 10)
- 2017 : Night Shift : Colonel Parnell (saison 4 - épisodes 9 et 10)
- 2018 : Famous in Love : Steve Silver (saison 2 - épisodes 4 à 7)

##### Pilotes et projets télévisés
- 1996 : Bullet Hearts : Calvin Powers
- 1999 : Outreach : Dr Joe Cooper
- 2001 : Tikiville
- 2002 : Home of the Brave : Jack Briggs
- 2005 : Soccer Moms : Ed

#### Téléfilms
- 1987 : Student Exchange : Beach
- 1988 : Perfect People : Monty
- 1989 : Bahamas Connection (Thunderboat Row)
- 1992 : Lady Against the Odds : Martin Andersen
- 1994 : La Blonde et le Privé (Come Die with Me: A Mickey Spillane's Mike Hammer Mystery : Mike Hammer
- 1996 : Ma fille, ma rivale (Sweet Temptation) : Billy Stone
- 1996 : La Fin d'un rêve (en) (A Loss of Innocence) : Erik Eriksen
- 1997 : Harcèlement mortel (Close to Danger : Adam Harris
- 1998 : Déluge infernal (en) (Terror in the Mall) : Glen Savoy
- 2000 : Rencontre avec le passé (The Man Who Used to Be Me / Race Through Time) : Sam Ryan
- 2002 : Croisière à haut risque (Counterstrike) : Agent Thomas Kellogg
- 2005 : Mariés, huit enfants (I Do, They Don't) : Jim Barber
- 2011 : Un demi-siècle nous sépare (Edge of the Garden) : Brian Connor
- 2012 : Coupable d'infidélité (6 passi nel giallo : Omicidio su misura) : Randy Williams
- 2014 : La Lettre au Père Noël (Signed, Sealed, Delivered for Christmas) : Jordan Marley
- 2018 : Surveillance rapprochée (I'll Be Watching) : Mark Paine

### Comme réalisateur
- 1993-1995 : Les Dessous de Palm Beach (Silk Stalkings) (série télévisée) épisodes : 
  - Jasmine (1993)
  - Head 'N' Tail (1994)
  - Champagne on Ice (1995)
- 1999 : Melrose Place (série télévisée) épisode : 
  - Saving Ryan's Privates
- 2009 : 90210 Beverly Hills : Nouvelle Génération (90210) (série télévisée) épisode : 
  - Between a Sign and a Hard Place

## Voix francophones
En France, Maurice Decoster est la voix régulière de Rob Estes. Pierre-François Pistorio l'a également doublé à quatre reprises.